# Championnats du monde de luge 2009
Navigation
Édition précédente Édition suivante
Les Championnats du monde de luge 2009 se déroulent du 1 au 8 février 2009 à Lake Placid (États-Unis) sous l'égide de la Fédération internationale de luge de course (FIL). Il y a quatre titres à attribuer, un pour les hommes, un pour les femmes, un pour le double hommes et enfin un pour le relais mixte par équipes. Il s'agit d'une compétition annuelle (hors année olympique). C'est la seconde fois que Lake Placid accueille cet évènement après l'édition de 1983. Cette attribution a eu lieu lors du congrès 2006 de la FIL à Berchtesgaden (Allemagne).
Lake Placid accueille également les championnats du monde de skeleton et de bobsleigh 2009 (deux sports gérés par la FIBT). Les 21 nations participantes à ces championnats du monde sont l'Australie, l'Autriche, la Bulgarie, le Canada, la République tchèque, la France, la Grande-Bretagne, l'Allemagne, l'Italie, le Japon, la Lettonie, la Moldavie, la Norvège, la Roumanie, la Russie, la Slovénie, la Slovaquie, la Suisse, l'Ukraine, les États-Unis et le Venezuela.
Le calendrier des épreuves est le suivant :
- 6 février 2009 : double-homme / femmes.
- 7 février 2009 : Hommes.
- 8 février 2009 : Relais.

## Tableau des médailles
| Rang | Nation     | Or | Argent | Bronze | Total |
| ---- | ---------- | -- | ------ | ------ | ----- |
| 1    | Allemagne  | 2  | 2      |        | 4     |
| 2    | Italie     | 1  | 1      |        | 2     |
| 3    | États-Unis | 1  |        | 1      | 2     |
| 4    | Autriche   |    | 1      | 1      | 2     |
| 5    | Lettonie   |    |        | 1      | 1     |
| 5    | Ukraine    |    |        | 1      | 1     |

## Podiums
| Épreuves                                    | Or                                                                          | Argent                                                            | Bronze                                                    |
| ------------------------------------------- | --------------------------------------------------------------------------- | ----------------------------------------------------------------- | --------------------------------------------------------- |
| Hommes résultats détaillés                  | Felix Loch                                                                  | Armin Zöggeler                                                    | Daniel Pfister                                            |
| Double-hommes résultats détaillés           | Italie Gerhard Plankensteiner Oswald Haselrieder                            | Allemagne André Florschütz Torsten Wustlich                       | États-Unis Mark Grimmette Brian Martin                    |
| Femmes résultats détaillés                  | Erin Hamlin                                                                 | Natalie Geisenberger                                              | Natalia Yakushenko                                        |
| Relais mixte par équipe résultats détaillés | Allemagne Felix Loch Natalie Geisenberger André Florschütz Torsten Wustlich | Autriche Daniel Pfister Nina Reithmayer Peter Penz Georg Fischler | Lettonie Guntis Rekis Maija Tiruma Andris Sics Juris Sics |

## Résultats détaillés

### Hommes
| Rang | Lugeurs            | Temps          |
| ---- | ------------------ | -------------- |
| 1    | Felix Loch         | 1 min 44 s 336 |
| 2    | Armin Zöggeler     | 1 min 44 s 549 |
| 3    | Daniel Pfister     | 1 min 45 s 037 |
| 4    | Albert Demtschenko | 1 min 45 s 208 |
| 5    | Jan Eichhorn       | 1 min 45 s 226 |
| 6    | Bengt Walden       | 1 min 45 s 242 |
| 7    | David Möller       | 1 min 45 s 459 |
| 8    | Stefan Höhener     | 1 min 45 s 532 |

| À 19 ans, l'Allemand Felix Loch conserve son titre de champion du monde acquis l'année précédente. Blessé à l'épaule en novembre 2008, il a su revenir au premier plan au mois de janvier et idéalement lancé dans cette quête de second titre. Il devance l'Italien Armin Zöggeler (35 ans, déjà sacré à 5 reprises) et l'Autrichien Daniel Pfister. Loch sauve par la même occasion l'honneur de l'Allemagne puisque ce titre intervient après leur déconvenue dans l'épreuve féminine (victoire de Hamlin mettant fin à 14 années de succès allemand) et en double masculin. |
| Résultats officiels |

### Double-hommes
| Rang | Lugeurs                                          | Temps          |
| ---- | ------------------------------------------------ | -------------- |
| 1    | Italie Gerhard Plankensteiner Oswald Haselrieder | 1 min 27 s 401 |
| 2    | Allemagne André Florschütz Torsten Wutlich       | 1 min 27 s 458 |
| 3    | États-Unis Mark Grimmette Brian Martin           | 1 min 27 s 611 |
| 4    | Italie Christian Oberstolz Patrick Gruber        | 1 min 27 s 881 |
| 5    | Allemagne Patric Leitner Alexander Resch         | 1 min 27 s 991 |
| 6    | États-Unis Christian Niccum Dan Joye             | 1 min 28 s 012 |
| 7    | Allemagne Tobias Wendl Tobias Arlt               | 1 min 28 s 038 |
| 8    | Autriche Peter Penz Georg Fischler               | 1 min 28 s 320 |

| Le duo italien Plankensteiner - Haselrieder (médaille de bronze aux JO de 2006) remportent le titre devant les Allemands Florschütz - Wustlich (tenant du titre) et le duo américain Grimmette - Martin. Les champions olympiques en titre, les frères Linger ont chuté en première manche les disqualifiant. Les champions du monde 2007 Leitner - Resch terminent 5e tandis que les leaders de la Coupe du monde les Italiens Oberstolz - Gruber terminent 4e. La victoire des Italiens ne souffrent d'aucune contestation puisqu'ils ont remporté les deux manches de l'épreuve. |
| Résultats officiels |

### Femmes
| Rang | Lugeuses             | Temps          |
| ---- | -------------------- | -------------- |
| 1    | Erin Hamlin          | 1 min 28 s 098 |
| 2    | Natalie Geisenberger | 1 min 28 s 285 |
| 3    | Natalia Yakushenko   | 1 min 28 s 334 |
| 4    | Alex Gough           | 1 min 28 s 615 |
| 5    | Julia Clukey         | 1 min 28 s 622 |
| 6    | Tatjana Hüfner       | 1 min 28 s 802 |
| 7    | Ashley Walden        | 1 min 28 s 844 |
| 8    | Maija Tiruma         | 1 min 28 s 917 |

| |
| C'est la fin de 15 années d'hégémonie allemande dans cette épreuve puisque c'est l'Américaine Erin Hamlin qui remporte à 22 ans son premier titre de championne du monde sur la piste de ses entraînements. Depuis l'Italienne Gerda Weissensteiner en 1993, les Allemandes restaient invaincues et parvenaient même à accaparer les trois places du podium depuis 1999. Hamlin devance l'Allemande Natalie Geisenberger et l'Ukrainienne Natalia Yakushenko (qui devient la première représentante de l'histoire de son pays à remporter une médaille aux cours de mondiaux). La leadeuse de la Coupe du monde 2009 Tatjana Hüfner ne termine que 6e. |
| Résultats officiels |

### Relais mixte par équipe
| Rang | Lugeurs                                                                          | Temps |
| ---- | -------------------------------------------------------------------------------- | ----- |
| 1    | Allemagne Felix Loch Natalie Geisenberger André Florschütz Torsten Wustlich      |       |
| 2    | Autriche Daniel Pfister Nina Reithmayer Peter Penz Georg Fischler                |       |
| 3    | Lettonie Guntis Rekis Maija Tiruma Andris Sics Juris Sics                        |       |
| 4    | Italie Armin Zöggeler Sandra Gasparini Gerhard Plankensteiner Oswald Haselrieder |       |
| 5    | Slovaquie Jozef Ninis Veronika Sabolova Jan Harnis Branislav Regec               |       |
| 6    | États-Unis Bengt Walden Erin Hamlin Mark Grimmette Brian Martin                  |       |
| 7    | Tchéquie Jakub Hyman Petra Kaprasova Lukas Broz Antonin Broz                     |       |
| 8    | Roumanie Valentin Cretu Raluca Stramaturaru Paul Ifrim Anfrei Anghel             |       |

|                     |
| Résultats officiels |